# Cliza (gemeente)
Cliza is een gemeente (municipio) in de Boliviaanse provincie Germán Jordán in het departement Cochabamba. De gemeente telt naar schatting 23.621 inwoners (2018). De hoofdplaats is Cliza.

## Geboren
- Carlos Arias (1956), Boliviaans voetballer